# Gate Keepers
Gate Keepers (ゲートキーパーズ, Gēto Kīpāzu) é um RPG eletrônico para PlayStation 2 distribuído pela Kadokawa Shoten. O jogo então foi adaptado para uma série de mangá escrita por Hiroshi Yamaguchi e ilustrada por Keiji Gotoh, que foi publicada pela mesma distribuidora do jogo, e um anime produzido pelo estúdio Gonzo exibido entre 3 de abril e 18 de setembro de 2000. Um OVA de seis episódios chamado Gate Keepers 21 também foi lançado.
Todas as mídias de Gate Keepers têm basicamente o mesmo enredo e os mesmos personagens, apenas algumas diferenças. Um personagem do jogo, Francine Allumage, não aparece no anime. Enquanto que outro personagem, Misao Sakamori, foi substituído por Megumi Kurogane, no anime (apesar de Misao fazer uma breve aparição no final). A série conta a história de um Japão que está se desenvolvendo e é atacado por alienígenas. Jovens com poderes paranormais tentam enfrentar os Invaders com seus poderes de controlar o "Portão", um portal para uma outra dimensão cheio de energias místicas.

## Enredo
A história se passa em 1969, um período em que o Japão está passando por um desenvolvimento econômico e social intenso após o fim da Segunda Guerra Mundial, em 1945. Sem o conhecimento dos seres humanos, seres alienígenas de outra dimensão, chamados de "Invaders" (インベーダー, Invēdā), surgem com o plano de dominar o mundo, enviando diversos agentes para causar estragos nas cidades, transformando as pessoas em lacaios dos robóticos.
Na tentativa de deter os Invaders e defender o planeta, uma organização de elite altamente secreta chamada Alien Exterminating Global Intercept System (lit. Sistema Glboal de Interceptação e Exterminação de Aliens; A.E.G.I.S), foi criada com financiamento do governo. Eles contam com a capacidade dos "Gate Keepers", que têm o poder de abrir portões dimensionais através de uma energia paranormal que dá a eles superpoderes. Estes superpoderes são as únicas coisas que tem efeito sob os Invaders.